# 불고기
불고기는 한국의 고기 요리이다. 쇠고기 등의 살코기를 저며 양념하여 재었다가 불에 구운 음식이다. 대한민국의 대표적인 음식 가운데 하나로 여겨진다.

## 이름
'불고기'라는 이름은 과거에 '불에 구워 먹는 고기'라는 뜻으로 생겨 났다가 점차 '살코기를 얇게 저며 양념에 재었다가 구운 고기'라는 의미로 바뀌었다. 양념하지 않고 소금간만 하여 구운 고기 요리는 '소금구이'라 불러 구분한다.
보통 '불고기'라 하면 간장 양념에 잰 쇠불고기를 가리킨다. 고추장 양념을 사용한 것은 고추장불고기라 부르며, 이외에도 돼지고기를 쓴 돼지불고기, 복어를 쓴 복불고기 등이 존재한다.

## 역사
보통 고구려의 고기구이인 맥적(貊炙)이 불교의 영향으로 잊혀졌다가 고려 말기에 몽골 제국 영향으로 고기를 다시 먹기 시작하면서 설야멱(雪夜覓)으로 되살아난 것이 조선 시대의 너비아니, 현대의 불고기로 이어지는 것으로 본다.
17세기 말에서 18세기 초에 걸쳐 편찬된 농업·가정생활 서적인 《산림경제》에는 궁중식 불고기인 너비아니가 언급되는데, 쇠고기를 저며 편을 만든 것을 칼등으로 두들겨 연하게 한 다음 대나무 꼬챙이에 꿰어서 간장으로 양념하고, 양념이 충분히 스며들면 숯불에 구워 먹는 음식으로 설명하고 있다.
김홍도의 18세기 풍속화 병풍 〈사계풍속도병〉의 그림 가운데 하나인 〈설후야연(雪後夜宴)〉에도 양반이 집안에서 불고기를 먹는 모습이 나온다.
19세기에는 철사가 도입되어 석쇠를 이용한 숯불 구이가 탄생하였다. 19세기의 풍속을 기록한 《동국세시기》에는 서울 지역의 "난로회(煖爐會)"라는 풍습이 언급되는데, 이때 묘사되는 음식이 현대의 불고기와 유사하다.
 都俗熾炭於爐中置煎鐵炙牛肉調油醬鷄卵葱蒜番椒屑圍爐㗖之稱煖爐會
自是月爲禦寒之時食卽古之煖暖會也

 
서울 풍속에 화로에 숯불을 피워놓고 석쇠를 올려놓은 다음 쇠고기를 기름, 간장, 계란, 파, 마늘, 후춧가루 등으로 양념하여 구우면서 화롯가에 둘러앉아 먹는데 이것을 "난로회(煖爐會)"라고 한다. 숯불구이는 추위를 막는 시절음식으로 이달[10월]부터 볼 수 있으며 난로회는 곧 옛날의 "난난회(煖暖會)"와 같은 것이다.
 — 동국세시기
 이후 불고기가 일본에 전해져 야키니쿠의 원형이 되기도 하였으며, 대한민국에서는 불고기버거 등 퓨전 음식이 생겨나기도 했다.

## 만들기
쇠고기 부위 가운데 결합조직이 적고 지방이 조금씩 산재해 있는 등심이나 안심이 주로 쓰인다. 고기를 결의 반대 방향으로 얇게 저며 사용하며, 가로·세로로 잔 칼질을 하여 섬유를 끊어 부드럽게 하기도 한다. 연육작용을 하는 배즙이나 청주, 설탕 등에 버무리기도 한다. 양념장은 간장에 파, 마늘 등 향신채를 다져 넣고, 깨소금, 생강즙, 후춧가루 등을 넣어 만들며, 고기를 넣고 주물러서 재어 둔다. 재어 두었던 고기는 참기름을 넣어 버무린 다음 중불에서 천천히 굽는다.

## 종류
- 조리법별

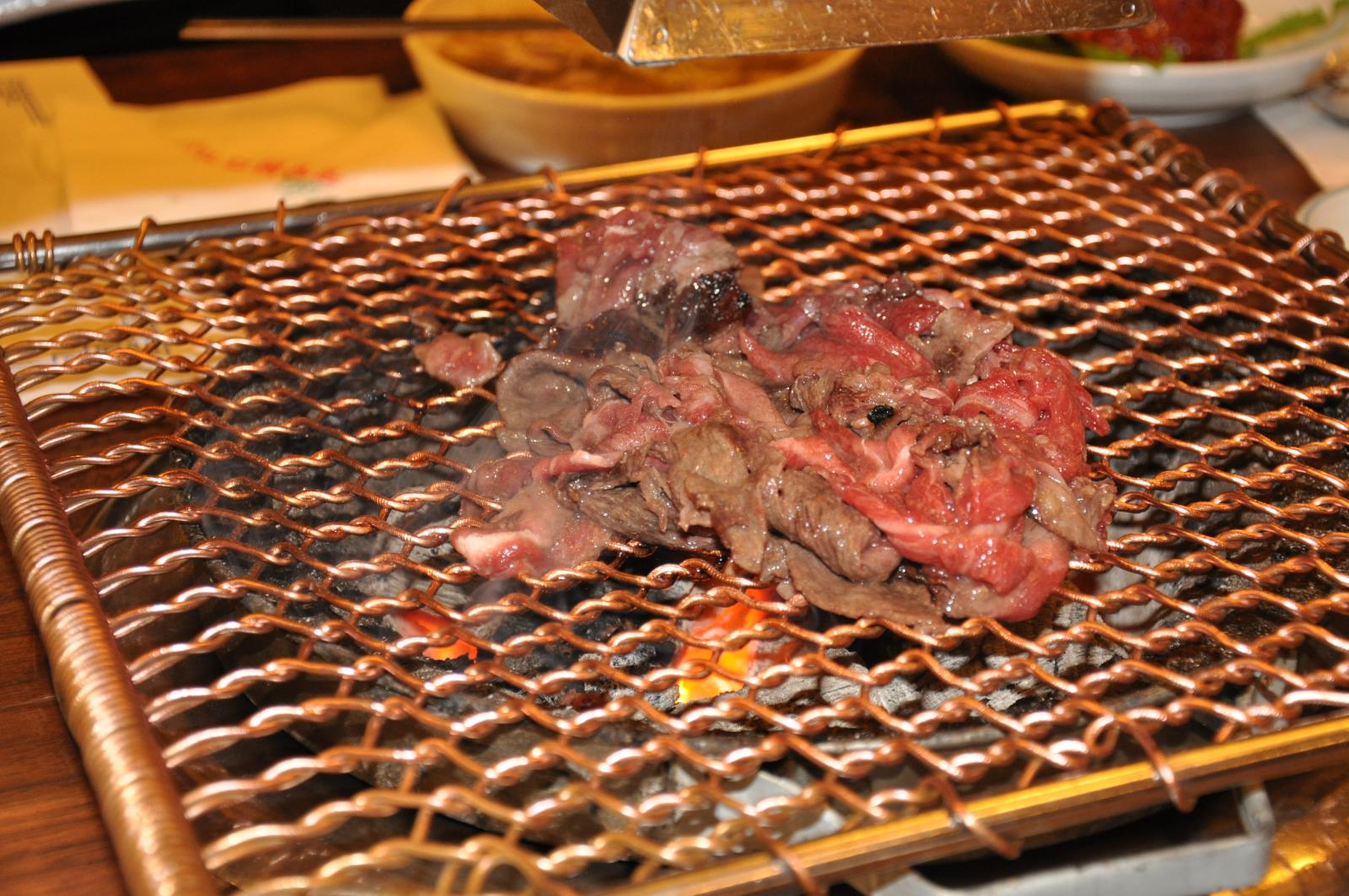
석쇠불고기

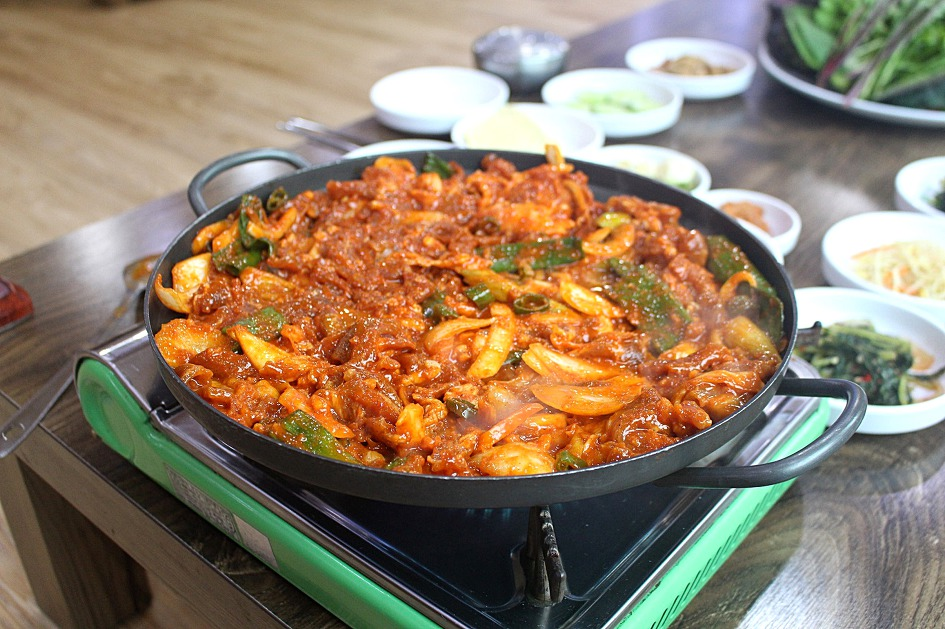
고추장불고기

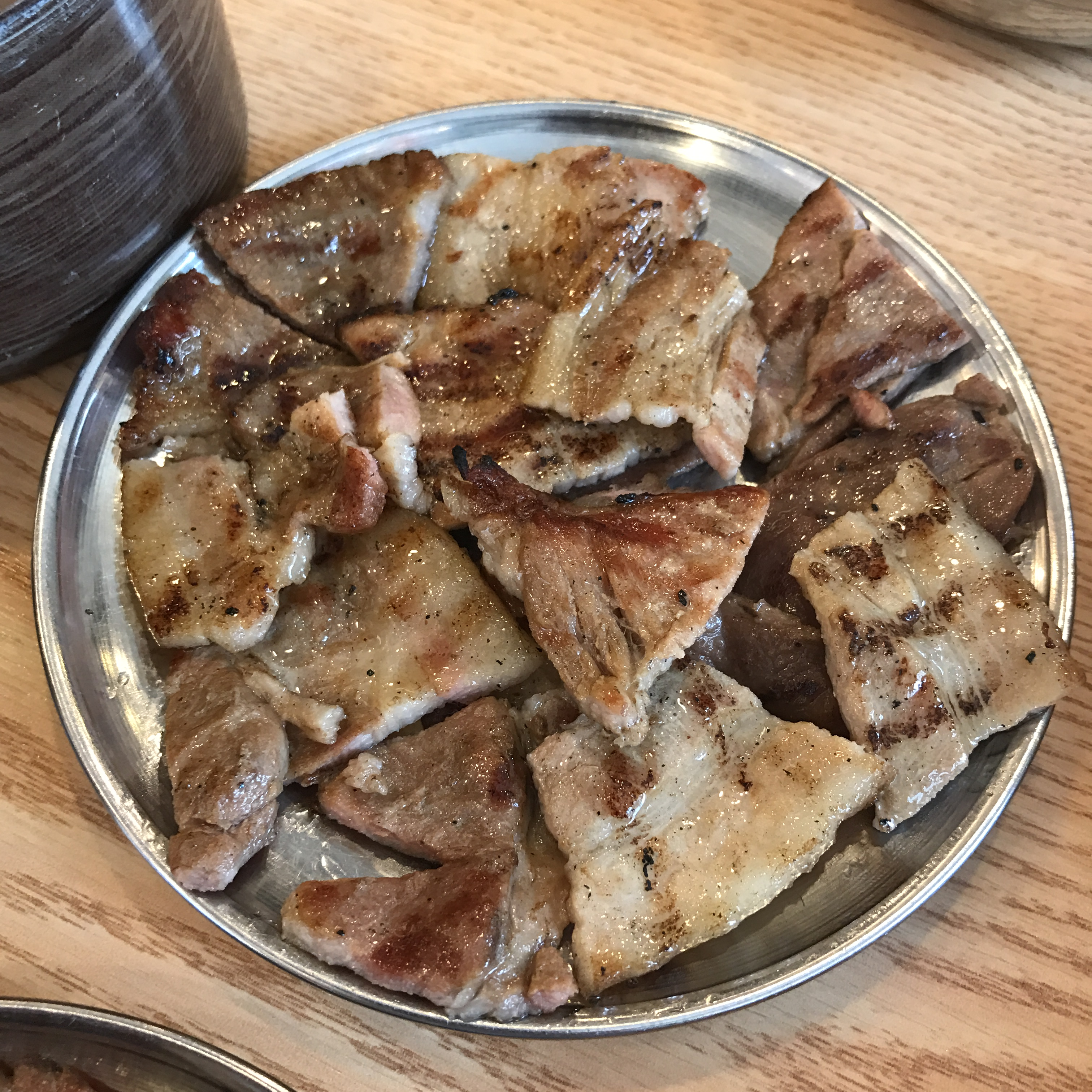
돼지불고기

  - 국물불고기: 얇게 저며 양념에 잰 고기를 육수가 자작하게 구워 내는 음식이다. 서울식 불고기가 유명하다.[6] 뚝배기에 익혀 내는 뚝배기불고기도 국물불고기의 하나이며, 채소를 많이 넣어 전골 형태인 불고기전골로 먹기도 한다.
  - 석쇠불고기: 고기를 석쇠에 구워내는 석쇠구이 요리이다. 광양식 불고기와 언양식 불고기가 유명하다. 고구려의 맥적, 고려의 설야멱, 조선의 너비아니도 이와 비슷한 직화구이식 고기요리였으며, 그 외에 1960년대 서울에서 등장한 바싹불고기도 석쇠구이 방식이다.
- 양념별
  - 간장불고기: "불고기"라 하면 주로 간장 양념에 잰 쇠불고기를 가리킨다. 돼지불고기는 간장 양념에 잰 것과 고추장으로 양념한 것이 있다.
  - 고추장불고기: 쇠불고기를 고추장으로 양념해 만든 것을 "고추장불고기"라 부른다. 돼지불고기는 고추장 양념이 더 흔하다.
- 재료별
  - 쇠불고기: "불고기"라 하면 주로 간장 양념에 잰 쇠고기로 만든 쇠불고기를 가리킨다.
  - 돼지불고기: 돼지고기로 만들며, 간장으로 양념하는 경우도 있지만 고추장으로 양념하여 고추장불고기로 만드는 경우가 많다.
  - 오삼불고기: 오징어와 삼겹살로 만든 고추장불고기이다.
  - 콩나물불고기: 콩나물을 넣어 만든 돼지불고기이다. 고추장 양념을 쓴다.
  - 복불고기: 복어로 만든 불고기와 비슷한 요리이다. 고추장 양념을 쓴다.

### 광양식 불고기
광양식 불고기는 청동 화로에 참나무 숯으로 숯불을 피운 다음, 구리 석쇠에 구워 내는 석쇠불고기이다. 쇠고기를 얇게 저며 양념을 묻힌 뒤 바로 석쇠에 얹어 볶듯이 뒤집어가며 굽는다. 조선 시대에 광양읍성 밖에 살던 김해 김씨 부부가, 근처에 귀양와 주민들의 아이들을 가르치던 선비들에게 보은의 의미로 대접했던 음식에서 유래했다. 유배를 마친 뒤 관직에 복귀한 선비들이, 한양에 가서도 광양에서 맛본 고기 맛을 못 잊어 "천하일미 마로화적(세상 최고의 맛은 마로 불고기)"라며 광양불고기의 맛을 그리워했다고 전해진다. "마로"는 광양의 옛 이름이다. 파김치, 배추김치를 넣어 끓인 육수에 숯불고기와 채소, 나물을 넣은 빨간 국을 즐기기도 한다.

### 서울식 불고기

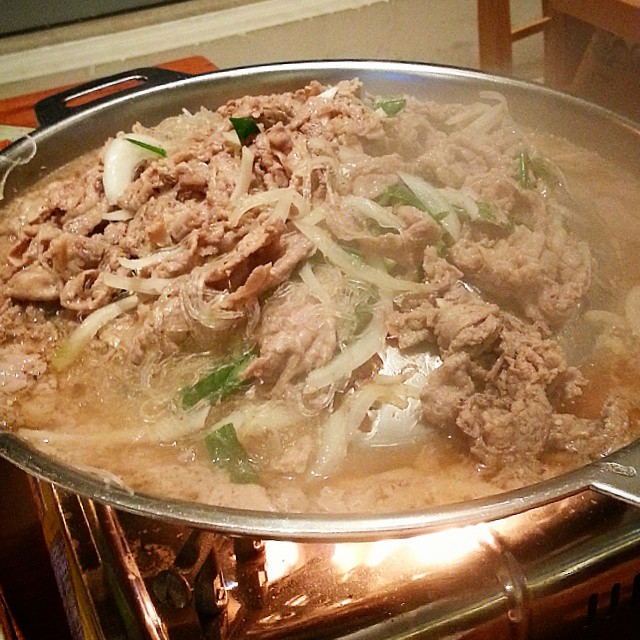
서울식 불고기

서울식 불고기는 국물불고기로, 궁중음식에서 유래했다. 가운데가 볼록 튀어나와 있어 직화구이가 가능하며 가장자리는 오목해 물이나 육수가 담길 수 있는 얇은 양은 그릇을 사용한다. 고기를 구울 때 육즙이 흘러내려 국물에 풍미를 더하며, 고기를 익히다가 육수에 찍어 먹거나 담가 익혀 먹기도 한다. 버섯이나 파, 양파 등 향신채, 당면 등을 함께 먹는 음식이다. 서울식 불고기를 굽는 구이 용기의 기원은 정확하지 않으나 조선 시대의 전골 용기인 벙거짓골과 생김새가 유사하며, 1960년대 서울 시민의 생활을 묘사한 사진 자료에도 등장하는 것으로 보아 그 이전부터 써왔던 것으로 추정된다. 남한의 수도권 지역에서 '불고기'라고 하면 대부분 이 서울식 불고기를 말한다.
그 외에, 1960년대 서울 용산역 부근에서 등장한 바싹불고기는 얇게 저민 치마살을 양념해 이틀 정도 숙성한 다음 석쇠 사이에 넓게 펴서 직화로 바싹 구워내는 석쇠불고기이다.

### 언양식 불고기
언양식 불고기는 울산광역시 울주군 언양읍의 향토 음식이다. 일제강점기 때부터 도축장이 있던 지역으로, 이 지역의 특산물인 쇠고기를 양념하여 석쇠에 구운 석쇠불고기이다. 1960년대에 고속도로 건설을 위해 모여든 건설 노동자들을 통해 입소문이 나 유명해졌다. 양념을 적게 해 고기 자체의 맛을 살린 것이 특징이며, 광양식과 달리 양념 후에 숙성해 굽는다. 구울 때는 불에 얹어 달군 석쇠에 얇게 저민 고기를 펴 놓고 센 불에서 겉만 재빨리 익힌 후 중불에서 천천히 속까지 익혀 낸다. 상추, 깻잎 등 잎채소를 곁들여 쌈으로 먹는 경우가 많다.
인근의 울주군 두동면 봉계리에서는 쇠고기에 소금만 뿌려 숯불구이한 음식을 "봉계식 불고기"라고도 부른다. 비슷한 음식으로 방자구이가 있다.

## 사진

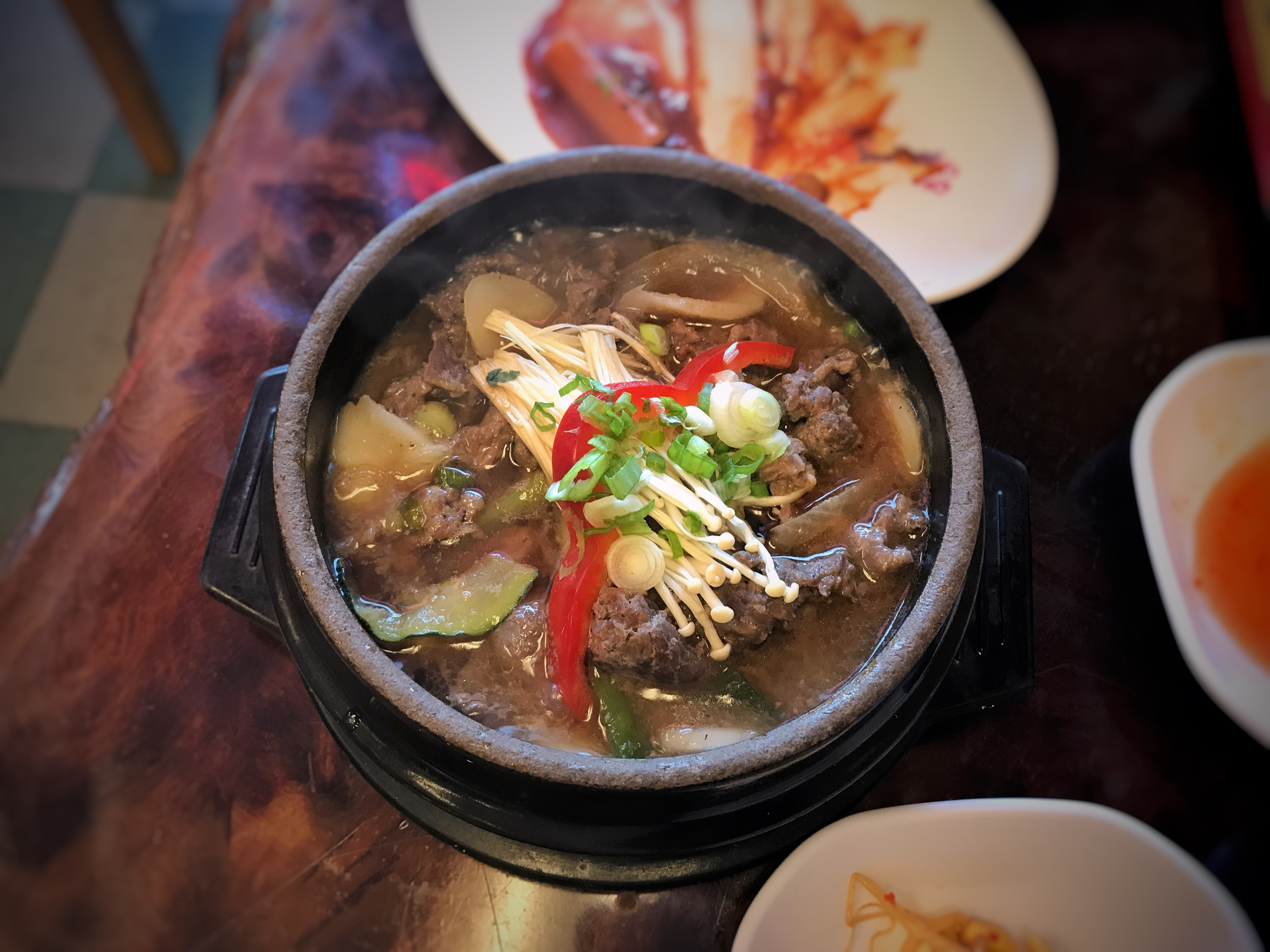
뚝배기불고기
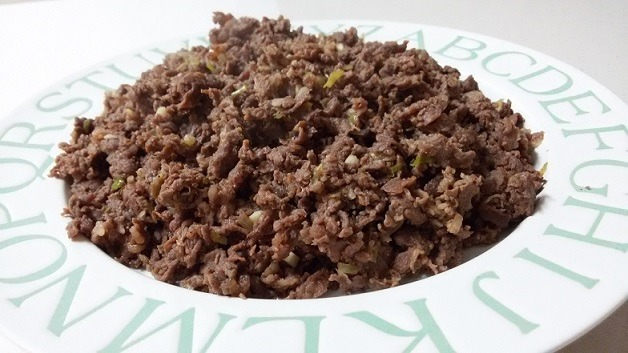
바싹불고기
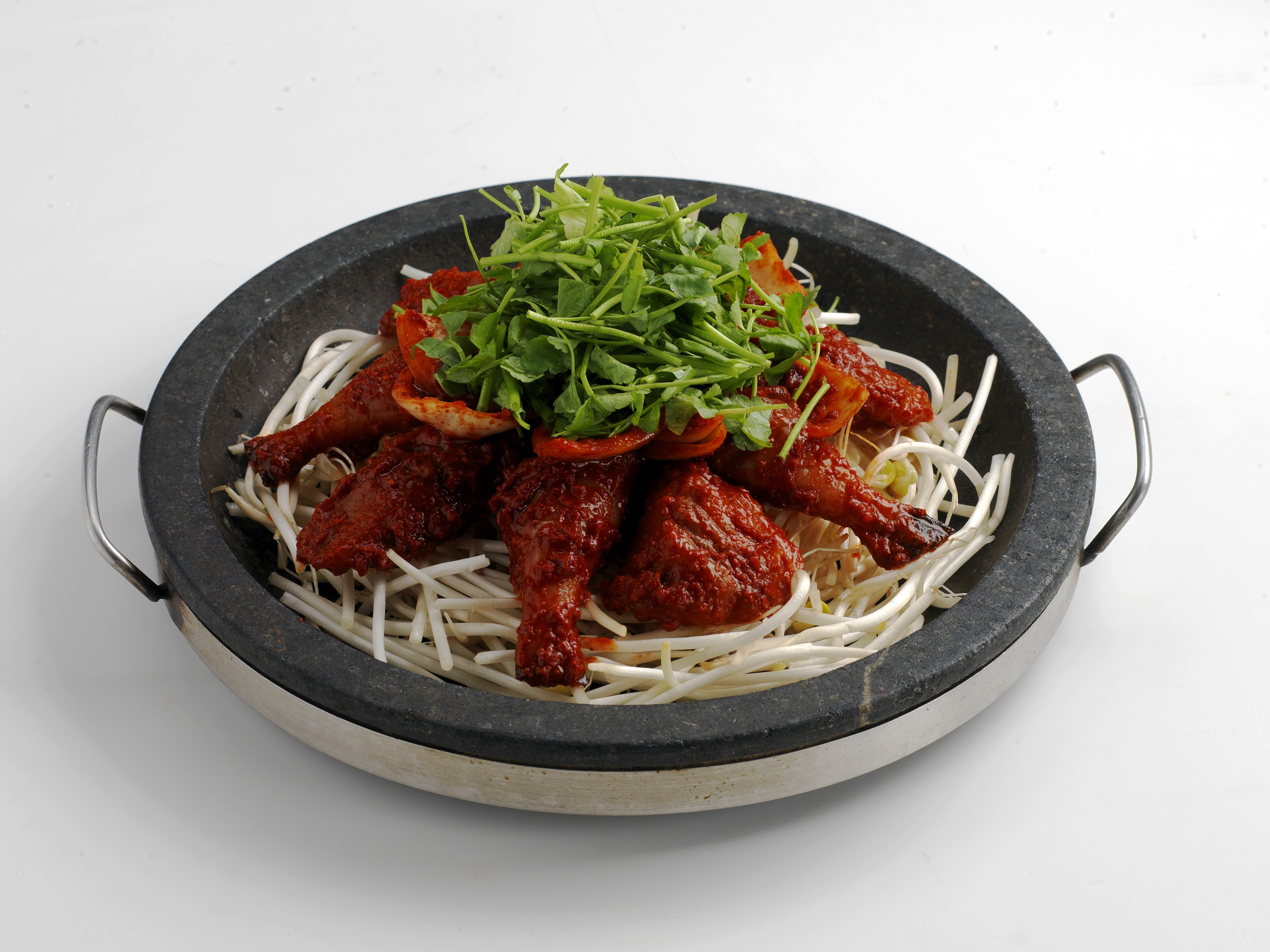
복불고기
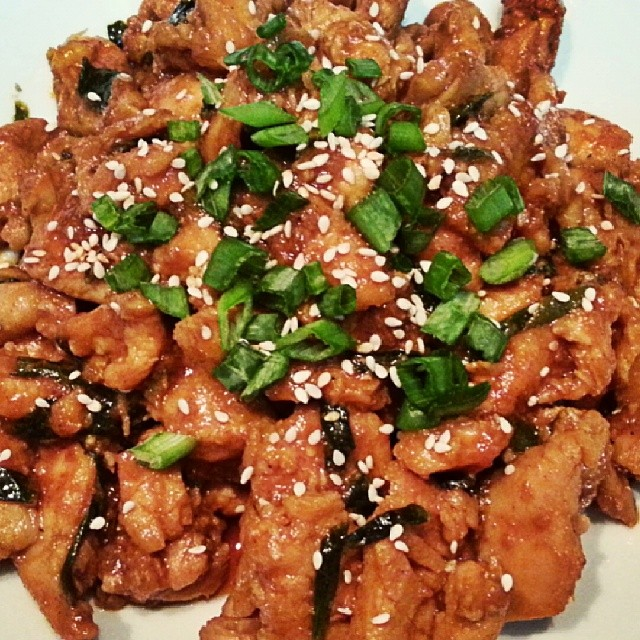
닭불고기
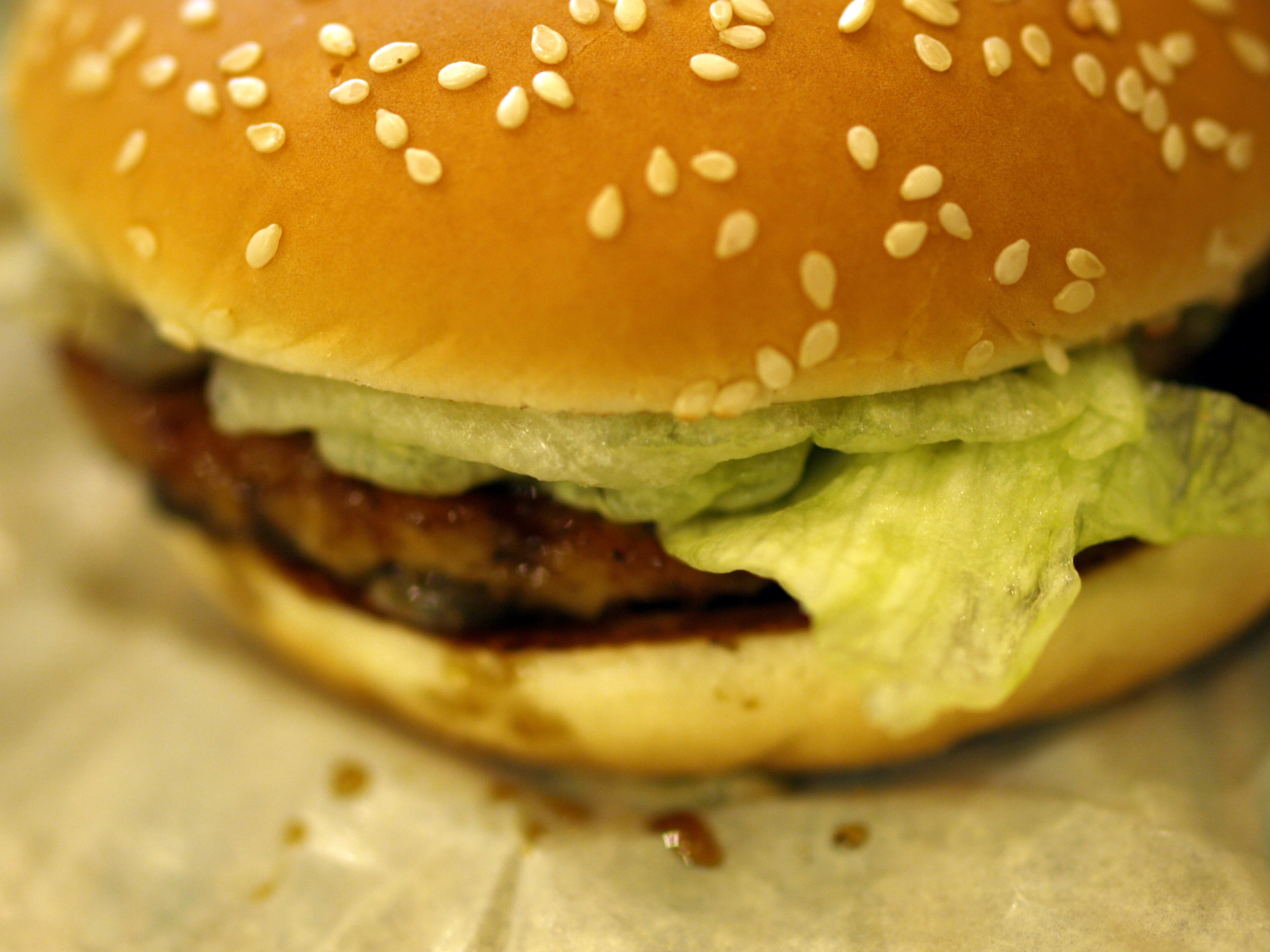
불고기버거
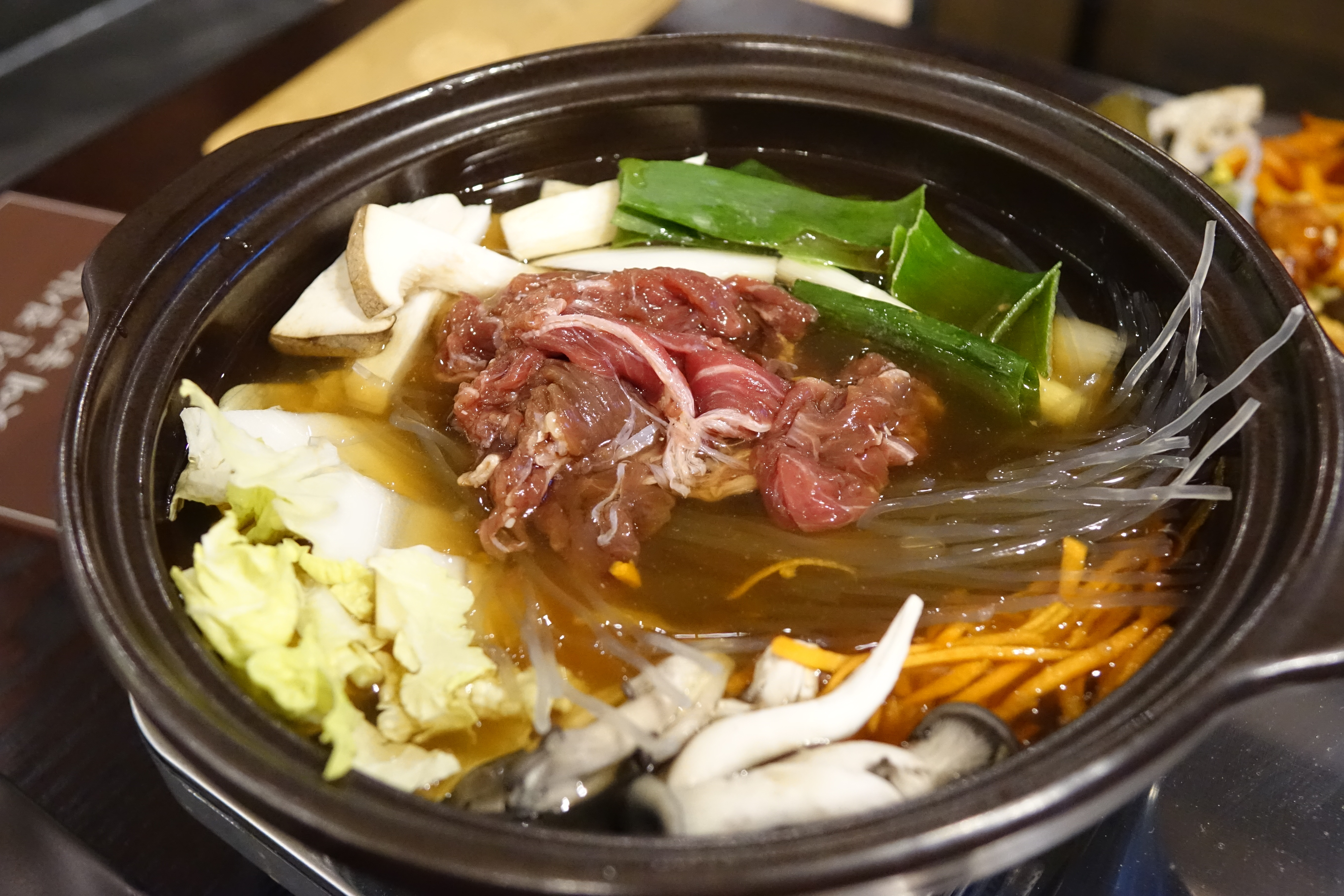
불고기전골

## 같이 보기
- 갈비구이
- 너비아니
- 두루치기
- 방자구이
- 주물럭
- 제육볶음